# George Grey (7e comte de Stamford)
Pour les articles homonymes, voir George Grey (homonymie) et Grey.
George Harry Booth-Grey, 7e comte de Stamford et 3e comte de Warrington (7 janvier 1827-2 janvier 1883) est un joueur de cricket anglais, propriétaire foncier et pair, qui siège sur les bancs whigs de la Chambre des lords.

## Jeunesse

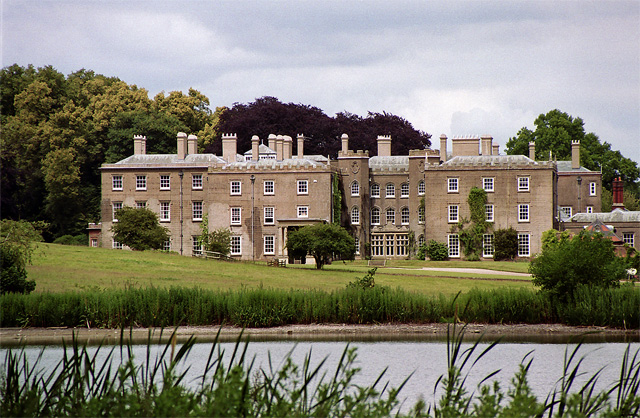
Enville Hall, Staffordshire

George Harry Booth-Grey est né à Enville, Staffordshire, fils unique de George Grey (1802–1835), qui en tant que Lord Grey de Groby est convoqué par bref au Parlement en 1832. Il accède à ce titre (créé en 1603) de 9e baron Grey de Groby à la mort de son père le 24 octobre 1835.
Il fait ses études au Collège d'Eton (1840–1843) avant d'aller au Trinity College de Cambridge pendant un an. À la mort de son grand-père George Harry Grey le 26 avril 1845, il lui succède aux titres de comte de Stamford, de comte de Warrington et de baron Delamer de Dunham Massey Hall.

## Activités
Membre du Marylebone Cricket Club (MCC), Stamford dispute huit matchs de première classe entre 1851 et 1858, effectuant 81 match de première classe à une moyenne de 7,36, avec un score le plus élevé de 17, et détenant deux attrapés,.
Patron éminent de The Turf, il est maître de la chasse au quorn entre 1856 et 1863, et bien qu'il n'ait pas beaucoup de succès notables avec ses chevaux de course, son poulain Diophantus remporte les Deux Mille Guinées en 1861.
Il sert comme capitaine dans le Cheshire Yeomanry (1845-1856), avant d'être nommé colonel honoraire du 7e bataillon, Lancashire Rifles (volontaires) en 1871.

## Mariage et héritage

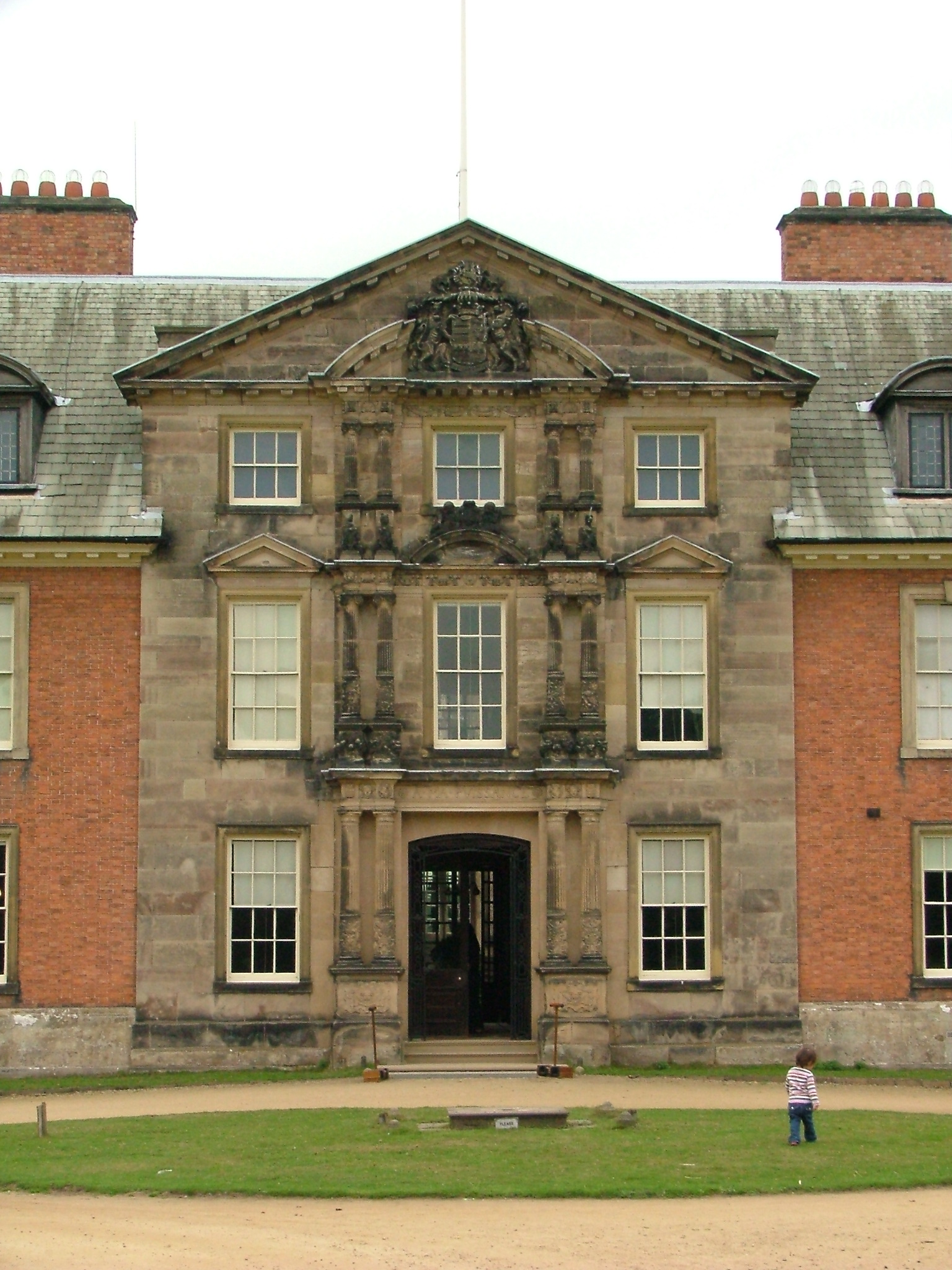
Dunham Massey Hall, Cheshire

Il se marie deux fois, sans enfants; d'une part en 1848 à Elizabeth King Billage (fille d'un cordonnier à Cambridge) et d'autre part en 1855 à Catherine Cox, fille d'Henry Cox.
Après avoir hérité des grands domaines de sa famille à Enville Hall dans le Staffordshire, Bradgate Park dans le Leicestershire et d'autres domaines du Leicestershire (notamment le village de Groby), Dunham Massey Hall dans le Cheshire et Stalybridge dans le Lancashire, il commande la construction de l'église St Margaret à Dunham Massey en 1851. Construit en l'honneur de sa sœur, Margaret Milbank, l'église est achevée en 1855. Il est le patron de plusieurs advowsons en plus des seigneuries de manoirs.
À la suite de son deuxième mariage avec Catherine Cox, le comte charge l'architecte, M. MJ Dain de Dain and Parsons, Londres, de concevoir un manoir afin de remplacer l'ancien pavillon de chasse utilisé par les Greys dans le village de Groby, dans le Leicestershire pendant la saison de chasse qui est nommée Bradgate House. Construit par le constructeur local Thomas Rudkin, Bradgate House est achevé en 1856 et est construit dans le style jacobéen. On l'appelle la maison du calendrier parce qu'elle comptait 365 fenêtres, 52 pièces et 12 cheminées principales. En 1860, douze fermes de ses terres à Bradgate sont submergées pour former le réservoir Cropston. En 1879, il fait don de 16 acres (64 749,70272 m2) de son terrain à Stalybridge au conseil local pour un parc public (Stamford Park) et vend d'autres terrains pour le développement de logements.
À sa mort à Bradgate House en 1883, le comté de Warrington (créé en 1796) s'éteint. Ses deux autres titres passent à son cousin éloigné, le révérend Harry Grey, 8e comte de Stamford, qui vit à la Colonie du Cap.
Il laisse ses biens à sa veuve à titre viager, qui est alors appelée comtesse douairière de Stamford et Warrington, et à sa mort en 1905, ils sont divisés.